# Lucien Tesnière
Lucien Tesnière (pronunciado /lysjɛ̃ tɛnjɛʁ/; Mont-Saint-Aignan, 13 de mayo de 1893-Montpellier, 6 de diciembre de 1954) fue un lingüista francés.
Profesor en Estrasburgo (1924) y Montpellier (1937), publicó trabajos sobre las lenguas eslavas, pero se le recuerda especialmente por su original teoría sintáctica, expuesta en su libro póstumo Éléments de syntaxe structurale (Elementos de sintaxis estructural) (1959), en que propone una formalización de las estructuras sintácticas de la frase apoyándose en ejemplos extraídos de un gran número de lenguas.
Este modelo se apoya sobre el stemma, representación gráfica de las relaciones verticales y horizontales en las construcciones sintácticas. En esta representación, el verbo es el elemento de nivel jerárquico más elevado y rige los complementos, que a su vez rigen unos elementos subordinados. Los stemmas de Tesnière prefiguran los árboles sintácticos de la gramática generativa.

## Obras
- Petite grammaire russe, Henri Didier, Paris 1934.
- Cours élémentaire de syntaxe structurale, 1938.
- Cours de syntaxe structurale, 1943.
- Esquisse d'une syntaxe structurale, Klincksieck, Paris 1953.
- Éléments de syntaxe structurale, Klincksieck, Paris 1959. ISBN 2-252-01861-5
- Éléments de syntaxe structurale, Klincksieck, Paris 1988. Préface de Jean Fourquet, professeur à la Sorbonne. Deuxième édition revue et corrigée, cinquième tirage. ISBN 2-252-02620-0